# Потоси (Боливија)
Потоси, познат као Villa Imperial у колонијалном периоду, главни је град и општина дела Потоси у Боливији. То је један од највиших градова на свету са номиналних  4.090 m (13.420 ft). Вековима је ту била смештена шпанска колонијална ковница сребра.
Потоси лежи у подножју Cerro de Potosí- понекад се назива Cerro Rico („богата планина“) - планина у народу замишљена као „направљена“ од руде сребра која доминира градом. Cerro Rico је разлог Потосове историјске важности, јер је био главна залиха сребра за Шпанско царство све док га Гуанајуато у Мексику није надмашио у 18. веку. 
Сребро је ламама и мазгама одвезено на пацифичку обалу, превезено на север до града Панаме, а возом превезено преко Панаме до Номбре де Диоса или Портобела, одакле је однето у шпанску флоту шпанског блага. Део сребра је такође кренуо пут истока до Буенос Ајреса, преко Рио де ла Плате.
Врх Потосија је 4.824 m надморске висине. 

## Геологија
Смештено у боливијском лименом појасу, Потоси је највеће налазиште сребра на свету и вади се од шеснаестог века, до 1996. са производњом до 60.000 тона. Процене су да још увек има толико сребра у рудницима. Потоси је постао други град по величини и место прве ковнице новца у Америци. До 1891. године ниске цене сребра подстакле су на промену рудника калаја, која се наставила до 1985. На врхунцу производње у шеснаестом и седамнаестом веку, руда је садржала до 40% сребра. 
Налазишта руде налазе се у жицама присутним у вулканској куполи дацита. Брдо је „саће“ подземних обрада, које сежу од врха до дубине од 1.150 m (3.770 ft). Конусно брдо има црвенкастосмеђу госанску капу гвожђе-оксида и кварца, са сивкасто-плавим измењеним дацитом и мноштвом депонија рудника испод.‍:374–376
Подрумске стене састоје се од ордовицијских кластичних седимената који се састоје од филита са неким слојевима пешчара. Током експлозивног процеса, Венусова бреча настала је када је магма дацита у успону реаговала са подземном водом стварајући фреатску ерупцију. Ослобођени притисак омогућио је стварање прстена од седра Караколес на врху брече. Магма се затим истиснула из насипа да би формирала вулканску куполу над туфом. Купола дацита је на површини 1.700 m (5.600 ft) са 1.200 m (3.900 ft) и на дубини се сужава до насипа широког 100 m (330 ft). Убрзо је уследила хидротермална циркулација и фрактурирање, мењајући дацит и одлажући минерале руде и гомилу у жице.

## Историја

### Колонијални сребрни успон
Основан 1545. године као рударски град, убрзо је створио невероватно богатство, а становништво је на крају премашило 200.000 људи. Из града је настао шпански израз, који се још увек користи: vale un Potosí, („вредети Потосија“), што значи „бити од велике вредности“. Богата планина, Cerro Rico, произвела је око 60% свег сребра ископаног на свету током друге половине 16. века. 
Рудари у Потосу су у почетку копали богате оксидоване руде нативним сребром и сребреним хлоридом који су се могли директно улагати у пећи за топљење. Нарочито су биле успешне мале пећи на глиненим "цветним лонцима" зване гвајаре, које су Инке користиле. Али до 1565. године, рудари су исцрпели руду за директну топљење и производња сребра је нагло опала. Производња сребра оживљена је увођењем патио поступка, изумљеног у Мексику 1554. године. У патио процесу се користило спајање живе за вађење сребра из руда нижег степена и оних које садрже сребро сулфид (аргентит), што је било типично за пронађене неоксидисане руде дубље у планини. 1609. године, у Потосију је изумљен још један метод спајања живе, поступак спајања пан, који се показао боље прилагођеним условима у Потосију. 
Шпанско-амерички рудници били су најзаступљенији светски извори сребра током овог временског периода. Способност шпанске Америке да испоручи велику количину сребра и снажна потражња Кине за овом робом резултирали су спектакуларним рударским процватом. Прави шампион овог процвата у индустрији сребра заиста је била шпанска круна. Дозволивши предузетницима из приватног сектора да управљају рудницима по лиценци и стављајући високе порезе на рударску добит, Шпанско царство је успело да извуче највеће користи. Пример пореза који је наметнут укључује квинто, 20% пореза на отпремнину на бруто вредност. Од сировина извађених из рудника, у Потосовој ковници новца израђени су новчићи названи комади осмице.
За Европљане, Перу – Боливија се налазила у вицекраљевству Перуа и била је позната као Алто Перу пре него што је постала независна као део Боливије. Потоси је био митска земља богатства, помиње се у чувеном роману Мигела де Сервантеса, Дон Кихот (други део, поглавље LXXI), као земља „изванредног богатства“. Једна теорија држи да је ознака ковнице Потосија (слова „ПТСИ“ која се међусобно налажу) порекло знака долара.
Урбани комплекс у забаченим Андама био је довољно важан да би се у хијерархији шпанских урбаних насеља могао одредити Вила Империал. Иако на планинском терену, језгро Потосија било је постављено у стандардном шпанском мрежном обрасцу, где је до 1610. године живело око 3.000 Шпанаца и 35.000 креола, углавном мушкараца. Аутохтона насеља изван језгра била су случајнија. Вилом је управљао шпански корехидор и градско веће. Отприлике 40 нотара је документовало и евидентирало комерцијалне трансакције, као и последње тестаменте. Будући да је Потоси био од таквог економског значаја за Шпанско царство, крунска бирократија је била значајно присуство. Изграђене су велике цркве, раскошно украшене изнутра, а били су присутни фратри из Доминиканаца, Фрањеваца, Августинаца, Мерцедеријанаца и Језуита, али није било женског самостана. Постојао је црквени суд за правна питања у вези са свештенством. 

### Радничка класа
Од аутохтоних радника било је потребно да раде у Потосијевим рудницима сребра кроз шпански систем присилног рада мита. Радници су извучени из домородачког подручја чије је становништво обухватало готово 200.000 квадратних миља.  Тринаест хиљада мушкараца било је регрутовано сваке године, што је отприлике један од сваких седам одраслих мушкараца у аутохтоном становништву.  Ови митаји су се суочили са тешким условима у рудницима, где су често добијали најмање пожељне послове. Док су вештији радници вадили руду, митаји су имали задатак да је врате на површину у корпама, кожним торбама или врећама од платна. Ови терети често су тежили између 100 и 300 фунти, а радници су их морали носити по уздрманим мердевинама у стрмим, уским шахтовима осветљеним само лампом везаном за њихова чела.  Многи од њих су умрли или су тешко повређени услед пада, несрећа и тешких услова живота у руднику. Болест је била још једна опасност: на тако великој надморској висини, пнеумонија је увек била забрињавајућа, посебно с обзиром на екстремне и брзе промене температуре коју су радници мењали пењући се од врућине дубоких окна до ледених елемената површине на 16.000 ft (4.900 m) и живе тровање је однело животе многих који су учествовали у процесу прераде.</ref> Many of them died or were seriously injured due to falls, accidents, and the harsh conditions of the mine life. Illness was another danger: at such a high altitude, pneumonia was always a concern, especially given the extreme and rapid changes of temperature experienced by workers climbing from the heat of the deep shafts to the freezing elements of the surface at 16,000 feet, and mercury poisoning took the lives of many involved in the refining process.
Крајем 17. века, горњи Перу је изгубио скоро 50% свог аутохтоног становништва у поређењу са нешто више од једног века раније.  Ово је само повећало терет за преостале домороце и до 1600-их би се половина квалификоване мушке популације могла наћи у Потосију у било којој години. Само трошкови путовања до Потосија и назад могли би бити више него што је митајо плаћен у годину дана, па је толико њих одлучило да остану у Потосијју као надничари када њихова мита буде готова.  Бивши митаји који живе у Потосију били су не само изузети од промаје, већ су обично зарађивали знатно више захваљујући вредним вештинама које су стекли у сталним службама. 
Према историчару Дејвиду Куку, „Кључни фактор у разумевању утицаја Потоси мите на Индијанце је тај што је рад мите био само један од облика рада у рудницима. Извештај из 1603. наводи да је од 58.800 Индијанаца који раде у Потосију, 5100 митаја, или мање од једног од десет. Поред митаја постојало је и 10 500 минга (уговорни радник) и 43 200 зарађених лица са бесплатним надницама. “ Међутим, историчар Петер Бакевел у већој мери наглашава улогу рада мита у Потосију. Према његовом истраживању, иако је у рудницима у било којем тренутку активно радило само 4500 митаја, то је било због система мита ординариа, у којем је до 13.500 војних обвезника годишње било подељено у три дела, од којих је сваки радио сваке три недеље.  In addition, many of the remaining mingas and wage workers were either mita ordinaria workers on their off weeks or former mitayos who remained in Potosí. Поред тога, многи од преосталих минга и најамних радника били су или радници мита ординарија у слободним недељама или бивши митаји који су остали у Потосију.

### Друштво из колонијалне ере
Потоси је био мултирасно друштво, са домаћим Андима, шпанским насељеницима и црним робовима. Највећи део становништва били су домаћи мушкарци, приморани да раде под земљом копајући сребрну руду, али трговцима и домаћим трговцима који су постали богати постојале су значајне могућности. Добављачи хране, као и власници урбаних и сеоских некретнина напредовали су у Потосију. Жене, посебно удовице, држале су имовину, јер им је по шпанском закону био загарантован део имања супруга. Мале продавачице жена доминирале су на уличним пијацама и тезгама, продајући храну, лишће coca и чичу (кукурузно пиво).  Део женске популације биле су сексуалне раднице, што је типичан феномен у рударским градовима уопште.
Почетком 17. века, Баскији су били на добром гласу у граду и чинили су значајан број становника у Потосију. Окупили су се у конфедерацији која се супротставила другој, Vicuñas, талишту домородаца и не-баскијских шпанских и португалских колониста, борећи се за контролу над вађењем руде из рудника и њеним управљањем. На крају, напетост међу обе фракције дошла је до врхунца, што је резултирало ерупцијом отвореног оружаног сукоба почев од 1622. до 1625. године. Шпанска круна је интервенисала, приклонивши се у једном тренутку Басковима. Коначно, обе фракције су постигле нагодбу запечаћену венчањем између сина и ћерке вођа са обе стране, Баскија Francisco Oyanume и Vicuña генерала Castillo. Једна од најпознатијих становника Баскије у Потосију (1617–19) била је Каталина де Ераусо, монахиња која је побегла из свог самостана и обукла се у муšкарца, поставши возач лама и војник. 

### Ера независности
Током боливијског рата за независност (1809–1825), Потоси је често прелазио између контроле ројалистичких и патриотских снага. Главне грешке у вођству догодиле су се када је Прва помоћна армија стигла из Буенос Ајреса (под командом Хуана Хосеа Кастелија), што је довело до повећаног осећаја да Потоси захтева своју независну владу.
Касније, Друга помоћна војска (под командом Мануела Белграна) била је приморана на повлачење, Белграно је донео одлуку да минира Каса де ла Монеда. Још две експедиције из Буенос Ајреса заузеле би Потосија.

### Савремено доба
Потоси је и даље важан административни центар, рударски град, туристичка атракција и популациони центар у модерној Боливији.

## Порекло имена
Не постоји меродавна етимологија за реч „Потоси“. Према легенди, око 1462. године Царство Инка, „кренуло је према Ccolque Porco и Andaccaua, где су се налазили његови рудници из којих су однети небројене арбаре сребра“. Пре одласка одатле, видео је Потоси и дивећи се његовој лепоти и величини, рекао је (обраћајући се онима из свог Двора):
„Ово несумњиво мора имати много сребра у срцу“; чиме је потом наредио својим вазалима да оду у Ccolque Porco  .. и обраде мине и уклоне са њих сав богати метал. Учинили су то, и доневши свој алат од кремена и ојачаног дрвета, попели су се на брдо; и након што су истражили његове жице, спремали су се да отворе жице када су зачули застрашујућу громогласну буку која је протресла читаво брдо, а након тога зачули су глас који је рекао: „Не узимајте сребро са овог брда, јер суђено је другим мајсторима “. Изненађени слушајући ово образложење, инкански вазали одустали су од своје сврхе и вратили се у Порко и рекли краљу шта се догодило; у вези са појавом на њиховом језику, када су дошли до речи бука, рекли су „Потоси“, што значи да је настала велика громогласна бука, а из тога је касније изведено име Потоси.”
Верује се да је „Потоси“ кечуанска реч. Међутим, у кечуанском се фонема p'otoj не односи на громогласну буку, док се то односи на Аимару. Дакле, ако Потоси обухвати идеју громогласне буке, локација би имала ајмарански корен, а не кечуан.
Стварна оштра структура појма супротна је природи и Ајмаре и Кечуе. Друго објашњење, дато од неколико говорника кечуа, је да је потој ономатопејска реч која репродукује звук чекића против руде, а усмена традиција каже да је град добио име од ове речи.

## Клима
Потоси карактерише ретка клима за град његове величине, због екстремне надморске висине од преко 4000 m. Степска клима и са просечним температурама у најтоплијем месецу је тачно на прагу од 10 °C, градска клима се простире на суптропској планинској клими, са субполарним океанским карактеристикама и алпском климом. Љета су прохладна и влажна са дневним максимумима који се ријетко подижу изнад 20 °C, док зиме имају хладније дане са знатно хладнијим ноћима у просјеку −4 °C. Ове ниске температуре резултат су екстремног дефицита падавина током зимских месеци са резултујућом сувоћом која доводи до повећаних дневних варијација температуре.
| Клима Potosi, Bolivia (2000−2012) | Клима Potosi, Bolivia (2000−2012) | Клима Potosi, Bolivia (2000−2012) | Клима Potosi, Bolivia (2000−2012) | Клима Potosi, Bolivia (2000−2012) | Клима Potosi, Bolivia (2000−2012) | Клима Potosi, Bolivia (2000−2012) | Клима Potosi, Bolivia (2000−2012) | Клима Potosi, Bolivia (2000−2012) | Клима Potosi, Bolivia (2000−2012) | Клима Potosi, Bolivia (2000−2012) | Клима Potosi, Bolivia (2000−2012) | Клима Potosi, Bolivia (2000−2012) | Клима Potosi, Bolivia (2000−2012) |
| Показатељ \ Месец                 | .Јан.                             | .Феб.                             | .Мар.                             | .Апр.                             | .Мај.                             | .Јун.                             | .Јул.                             | .Авг.                             | .Сеп.                             | .Окт.                             | .Нов.                             | .Дец.                             | .Год.                             |
| --------------------------------- | --------------------------------- | --------------------------------- | --------------------------------- | --------------------------------- | --------------------------------- | --------------------------------- | --------------------------------- | --------------------------------- | --------------------------------- | --------------------------------- | --------------------------------- | --------------------------------- | --------------------------------- |
| Максимум, °C (°F)                 | 15 (59)                           | 15 (59)                           | 16 (61)                           | 17 (63)                           | 15 (59)                           | 14 (57)                           | 14 (57)                           | 15 (59)                           | 16 (61)                           | 18 (64)                           | 18 (64)                           | 17 (63)                           | 15,8 (60,4)                       |
| Просек, °C (°F)                   | 9 (48)                            | 9 (48)                            | 9 (48)                            | 8,5 (47,3)                        | 6,5 (43,7)                        | 5,5 (41,9)                        | 5 (41)                            | 6 (43)                            | 6,5 (43,7)                        | 9,5 (49,1)                        | 10 (50)                           | 10 (50)                           | 7,9 (46,2)                        |
| Минимум, °C (°F)                  | 3 (37)                            | 3 (37)                            | 2 (36)                            | 0 (32)                            | −2 (28)                           | −3 (27)                           | −4 (25)                           | −3 (27)                           | −1 (30)                           | 1 (34)                            | 2 (36)                            | 3 (37)                            | 0,1 (32,2)                        |
| Количина падавина, mm (in)        | 92 (3,62)                         | 86 (3,39)                         | 55 (2,17)                         | 13 (0,51)                         | 3 (0,12)                          | 1 (0,04)                          | 1 (0,04)                          | 3 (0,12)                          | 10 (0,39)                         | 20 (0,79)                         | 38 (1,5)                          | 75 (2,95)                         | 397 (15,63)                       |
| Дани са падавинама (≥ 1.0 mm)     | 17                                | 16                                | 12                                | 5                                 | 1                                 | 0                                 | 0                                 | 1                                 | 2                                 | 5                                 | 7                                 | 14                                | 80                                |
| Сунчани сати — дневни просек      | 6                                 | 6                                 | 7                                 | 8                                 | 9                                 | 9                                 | 9                                 | 9                                 | 8                                 | 8                                 | 7                                 | 7                                 | 7,75                              |
| Извор: WeatherWorld               |                                   |                                   |                                   |                                   |                                   |                                   |                                   |                                   |                                   |                                   |                                   |                                   |                                   |

## Комшилук
| - Old Town - San Gerardo - La Chacra - Cervecería - Alto Potosí - Nuevo Potosí - San Martín - Pampa Ingenio - Nacional Potosí - San Juan - Concepción | - San Cristóbal - Pailaviri - Cachi Rancho - El Calvario - San Pedro - San Roque - Mercado Uyuni - San Benito - Villa España - Huachacalla - Cantumarca | - San Clemente - Ciudad Satélite - Plan 40 - Las Delicias - Los Pinos-Cordepo - Las Lecherías - Villa Mecànicos - Villa Copacabana - Villa Venezuela - Villa Nazaret |

## Спорт
Потоси је дом фудбалских тимова Реала и Национала, који своје утакмице играју на вишенаменском стадиону Estadio Víctor Agustín Ugarte са 32.000 капацитета, једном од највиших стадиона на свету.

## Транспорт
Град опслужује аеродром Капетан Николас Ројас, са комерцијалним авионским летовима Boliviana de Aviación, ваздушни превозник са заставом Боливије.

## Заоставштина
Град Сан Луис Потоси у Мексику добио је име по Потосију у Боливији. У Сједињеним Државама име Потоси је оптимистично дато рударским градовима Потоси, Висконсин,  и Потоси, Мисури, а такође и сребрено рударском граду Потоси, Невада.

## Сестрински градови
- Сан Луис Потоси, Мексико
- Јорк, Енглеска, Уједињено Краљевство
- Ласа, Тибет, Кина

## Галерија
- Главна улица у Потосију
- Панорама Потосија
- Потоси
- Лагзна Верде, Боливија
- Улица у Потосију са Cerro Rico у позадини
- Salar de Chalviri, Потоси
- Potosí Mint (Casa de la Moneda)
- Планине Потосија
- Фигура Ел Тио у рудницима Потоси, 1993. године
- Црква San Lorenzo de Carangas
- Downtown Potosí, Боливија
- Катедрала у Потосију
- Потоси, Боливија